# Hopes Die Last
Hopes Die Last (з англ. Надії вмирають останніми) — італійський пост-хардкор-гурт, заснований 7 серпня 2005 року.

## Історія
Італійці Hopes Die Last дебютували влітку 2005 як тріо. На них найбільше вплинула творчість гуртів: Yellowcard, Underoath та the Ataris.
Першим записом Hopes Die Last було ЕР Aim for Tomorrow. Після серії виступів у Римі та околицях, добре сприйнятих критиками, група повернулася у студію, щоб відшліфувати своє звучання. Збільшення складу групи дозволило посилити потужність живого звучання і знайти фанів по всій Європі. З новим складом група записала 2 нових треки: «Thanks For Coming» (I like You Dead) і улюблений трек фанатів «Last Night's Goodbye». Вони привернули увагу лейблів у Європі та Америці, що призвело до підписання контракту з Standby Records, під яким випустили ЕР Your Face Down Now. Після цього відбувся міжнародний тур, в перебігу якого група виступала з групами The Offspring, Enter Shikari, Bring Me the Horizon, To Kill, From Autumn to Ashes, A Breach on Heaven, The Handshake Affair та Caliban. Потім був американський тур «Makin'a Mess in the US» на якому група відіграла 40 концертів з групами Catherine, Destroy the Runner, Memphis May Fire and The Messenger.
У 2009 році вийшов альбом Six Years Home.
14 лютого 2012 група випустила свій новий альбом під назвою Trust No One. Ця робота значно відрізняється від всього того, що колектив грав раніше. До цього альбому також входить кавер версія пісні Кеті Перрі "Firework", виконана у стилі електронікор.

## Дискографія
- Aim For Tomorrow (2005)
- Your Face Down Now (2007)
- Six Years Home (2009)
- Trust No One (2012)
- Wolfpack (2013)